# Odboj
Odbòj je v fiziki nenadna sprememba smeri valovnega čela na meji dveh različnih sredstev, pri čemer valovno čelo spremeni smer tako, da se vrne v sredstvo iz katerega je vpadla na mejo. Zgledi so odboj svetlobe, zvoka in valovanja na vodni gladini.
Glede na značilnosti meje sredstev je odboj svetlobe lahko zrcalni (npr. pri zrcalu) ali difuzni, pri katerem se ne ohranja podoba, ampak le energija. Faza odbitega valovanja je lahko enaka ali obrnjena kot faza vpadlega valovanja, odvisno od tega, ali valovanje vpada iz dielektrika v prevodnik ali iz dielektrika v drug dielektrik.

## Zrcalni odboj
Zrcalo predstavlja najpogostejši primer zrcalnega odboja svetlobe, sestavljeno pa je iz steklene plošče, postavljene pred kovinsko prevleko, kjer dejansko pride do odboja. Možno je tudi, da se svetloba odbije od prosojnega sredstva, kot sta na primer voda in steklo.
Svetloba se lahko odbije tudi takrat, ko potuje med dvema sredstvoma z različnima lomnima količnikoma. Navadno se del svetlobe odbije od mejne ploskve, ostanek pa se lomi. S pomočjo Fresnelovih enačb je mogoče izračunati, koliko svetlobe se odbije in lomi v dani situaciji. Do popolnega odboja svetlobe od gostejšega sredstva pride, če je vpadni kot večji od mejnega kota.
Ko se svetloba odbije od gostejšega materiala (z višjim lomnim količnikom), kot je zunanji medij, pride do 180° obrata faze. Obratno pa se svetloba, od redkejšega materiala (z manjšim lomnim količnikom), odbije v fazi.

## Druge vrste odboja

### Difuzni odboj
Svetloba se odbije v vseh smereh zaradi mikroskopskih nepravilnosti na mejni ploskvi; ta pojav je povsod prisoten na vseh nesvetlečih objektih, ki niso črni.

### Retroodboj
Svetloba se zaradi posebne strukture površine odbije nazaj v smer, iz katere je prišla.

### Nevtronski odboj
Materiali, ki odbijajo nevtrone, na primer berilij, se uporabljajo v jedrskih reaktorjih in jedrskem orožju.

## Kvantna razlaga
Ves medsebojni vpliv med svetlobnimi fotoni in snovjo je opisan kot vrsta absorbcij in emisij fotonov. Če bi opazovali eno samo molekulo na površini materiala, bi opazili, da molekula absorbira prihajajoči foton in ga v trenutku ponovno odda. Foton je lahko oddan v katerokoli smeri, zato tudi pride do difuznega odboja.
Zrcalni odboj (po Heronovem zakonu o enakokotnem odboju) je kvantnomehanski pojav, razložen kot vsota najbolj verjetnih poti, po katerih se bodo fotoni gibali. Vpliv med snovjo in svetlobo je predmet kvantne elektrodinamike, ki jo je natančno opisal Richard Phillips Feynman v svoji knjigi QED: Čudna teorija svetlobe in snovi (QED: The Strange Theory of Light and Matter).
Ker ima lahko absorbiran foton enak energijski nivo kot molekula (kinetični, rotacijski, elektronski ali vibracijski), se lahko zgodi, da molekula fotona ne odda ponovno ali da ta izgubi nekaj svoje energije. Oddani foton ima tako rahlo različen energijski nivo. Ti pojavi so znani tudi kot Ramanov, Brillouinov in Comptonov pojav.